# حبيل امسوق (مكيراس)

تعديل مصدري - تعديل

حبيل امسوق هي إحدى قرى عزلة مكيراس بمديرية مكيراس التابعة لمحافظة البيضاء، بلغ تعداد سكانها 45 نسمة حسب تعداد اليمن لعام 2004.